# Volta a l'Algarve 2019
La Volta a l'Algarve 2019 fou la 45a edició de la Volta a l'Algarve. La cursa es disputà entre el 20 i el 24 de febrer de 2019, amb un recorregut de 778,6 km repartits entre un cinc etapes, una d'elles contrarellotge individual. La cursa formà part de l'UCI Europa Tour 2019, en la categoria 2.HC.
El vencedor final fou l'eslovè Tadej Pogačar (UAE Team Emirates), amb 14 segons sobre el danès Søren Kragh Andersen (Team Sunweb) i 21 sobre el neerlandès Wout Poels (Team Sky).

## Equips
L'organització convidà a 24 equips a prendre part en aquesta cursa.
| WorldTeams (12)- Bora-hansgrohe - CCC Team - Deceuninck-Quick Step - Groupama-FDJ - Team Jumbo-Visma - Dimension Data - Katusha-Alpecin - Sky - Team Sunweb - Trek-Segafredo - UAE Team Emirates - Lotto Soudal Equips continentals professionals (4)- Caja Rural-Seguros RGA - Cofidis, Solutions Crédits - W52-FC Porto - Wanty-Groupe Gobert Equips continentals (8)- Ludofoods Louletano Aviludo - Efapel - LA Alumínios-Metalusa - Miranda-Mortágua - RP-Boavista - Sporting-Tavira - UD Oliveirense/InOutbuild - Vito-Feirense-BlackJack |
| |

## Etapes
| Etapa    | Data      | Ciutats d'etapa       | type                      | Distància (km) | Vencedor de l'etapa | Líder de la general |
| -------- | --------- | --------------------- | ------------------------- | -------------- | ------------------- | ------------------- |
| 1a etapa | 20 de feb | Portimão – Lagos      | etapa plana               | 199,1          | Fabio Jakobsen      | Fabio Jakobsen      |
| 2a etapa | 21 de feb | Almodôvar – Fóia      | etapa de muntanya         | 187,4          | Tadej Pogačar       | Tadej Pogačar       |
| 3a etapa | 22 de feb | Lagoa – Lagoa         | contrarellotge individual | 20,3           | Stefan Küng         | Tadej Pogačar       |
| 4a etapa | 23 de feb | Albufeira – Tavira    | etapa plana               | 198,3          | Dylan Groenewegen   | Tadej Pogačar       |
| 5a etapa | 24 de feb | Faro – Alto do Malhão | etapa de mitja muntanya   | 173,5          | Zdeněk Štybar       | Tadej Pogačar       |

### Etapa 1
| \| Classificació de l'etapa \| Classificació de l'etapa \| Classificació de l'etapa \| Classificació de l'etapa \| Classificació de l'etapa \| \| Corredor \| Corredor \| Equip \| Temps \| \| \| ------------------------ \| ------------------------ \| -------------------------- \| ------------------------ \| ------------------------ \| \| 1r \| Fabio Jakobsen \| Deceuninck-Quick Step \| 4h 52' 59" \| \| \| 2n \| Arnaud Démare \| Groupama-FDJ \| + 0" \| \| \| 3r \| Pascal Ackermann \| Bora-Hansgrohe \| + 0" \| \| \| 4t \| Simone Consonni \| UAE Team Emirates \| + 0" \| \| \| 5è \| Jasper De Buyst \| Lotto-Soudal \| + 0" \| \| \| 6è \| Søren Kragh Andersen \| Team Sunweb \| + 0" \| \| \| 7è \| Edward Theuns \| Trek-Segafredo \| + 0" \| \| \| 8è \| Jon Aberasturi Izaga \| Caja Rural-Seguros RGA \| + 0" \| \| \| 9è \| Christophe Laporte \| Cofidis, Solutions Crédits \| + 0" \| \| \| 10è \| Neilson Powless \| Team Jumbo-Visma \| + 0" \| \| |                      |                            |            |
| |                      |                            |            |
| Font: ProCyclingStats |                      |                            |            |
| Classificació de l'etapa |                      |                            |            |
| Corredor | Corredor             | Equip                      | Temps      |
| 1r | Fabio Jakobsen       | Deceuninck-Quick Step      | 4h 52' 59" |
| 2n | Arnaud Démare        | Groupama-FDJ               | + 0"       |
| 3r | Pascal Ackermann     | Bora-Hansgrohe             | + 0"       |
| 4t | Simone Consonni      | UAE Team Emirates          | + 0"       |
| 5è | Jasper De Buyst      | Lotto-Soudal               | + 0"       |
| 6è | Søren Kragh Andersen | Team Sunweb                | + 0"       |
| 7è | Edward Theuns        | Trek-Segafredo             | + 0"       |
| 8è | Jon Aberasturi Izaga | Caja Rural-Seguros RGA     | + 0"       |
| 9è | Christophe Laporte   | Cofidis, Solutions Crédits | + 0"       |
| 10è | Neilson Powless      | Team Jumbo-Visma           | + 0"       |

| \| Classificació general \| Classificació general \| Classificació general \| Classificació general \| Classificació general \| \| Corredor \| Corredor \| Equip \| Temps \| \| \| --------------------- \| --------------------- \| -------------------------- \| --------------------- \| --------------------- \| \| 1r \| Fabio Jakobsen \| Deceuninck-Quick Step \| 4h 52' 59" \| \| \| 2n \| Arnaud Démare \| Groupama-FDJ \| + 0" \| \| \| 3r \| Pascal Ackermann \| Bora-Hansgrohe \| + 0" \| \| \| 4t \| Simone Consonni \| UAE Team Emirates \| + 0" \| \| \| 5è \| Jasper De Buyst \| Lotto-Soudal \| + 0" \| \| \| 6è \| Søren Kragh Andersen \| Team Sunweb \| + 0" \| \| \| 7è \| Edward Theuns \| Trek-Segafredo \| + 0" \| \| \| 8è \| Jon Aberasturi Izaga \| Caja Rural-Seguros RGA \| + 0" \| \| \| 9è \| Christophe Laporte \| Cofidis, Solutions Crédits \| + 0" \| \| \| 10è \| Neilson Powless \| Team Jumbo-Visma \| + 0" \| \| |                      |                            |            |
| |                      |                            |            |
| Font: ProCyclingStats |                      |                            |            |
| Classificació general |                      |                            |            |
| Corredor | Corredor             | Equip                      | Temps      |
| 1r | Fabio Jakobsen       | Deceuninck-Quick Step      | 4h 52' 59" |
| 2n | Arnaud Démare        | Groupama-FDJ               | + 0"       |
| 3r | Pascal Ackermann     | Bora-Hansgrohe             | + 0"       |
| 4t | Simone Consonni      | UAE Team Emirates          | + 0"       |
| 5è | Jasper De Buyst      | Lotto-Soudal               | + 0"       |
| 6è | Søren Kragh Andersen | Team Sunweb                | + 0"       |
| 7è | Edward Theuns        | Trek-Segafredo             | + 0"       |
| 8è | Jon Aberasturi Izaga | Caja Rural-Seguros RGA     | + 0"       |
| 9è | Christophe Laporte   | Cofidis, Solutions Crédits | + 0"       |
| 10è | Neilson Powless      | Team Jumbo-Visma           | + 0"       |

### Etapa 2
| \| Classificació de l'etapa \| Classificació de l'etapa \| Classificació de l'etapa \| Classificació de l'etapa \| Classificació de l'etapa \| \| Corredor \| Corredor \| Equip \| Temps \| \| \| ------------------------ \| -------------------------- \| -------------------------- \| ------------------------ \| ------------------------ \| \| 1r \| Tadej Pogačar \| UAE Team Emirates \| 4h 58' 25" \| \| \| 2n \| Wout Poels \| Team Sky \| + 1" \| \| \| 3r \| Enric Mas Nicolau \| Deceuninck-Quick Step \| + 3" \| \| \| 4t \| Sam Oomen \| Team Sunweb \| + 5" \| \| \| 5è \| Amaro Antunes \| CCC Team \| + 7" \| \| \| 6è \| David de la Cruz Melgarejo \| Team Sky \| + 21" \| \| \| 7è \| João Rodrigues \| W52-FC Porto \| + 24" \| \| \| 8è \| Simone Petilli \| UAE Team Emirates \| + 27" \| \| \| 9è \| José Herrada López \| Cofidis, Solutions Crédits \| + 27" \| \| \| 10è \| Michael Valgren Andersen \| Dimension Data \| + 49" \| \| |                            |                            |            |
| |                            |                            |            |
| Font: ProCyclingStats |                            |                            |            |
| Classificació de l'etapa |                            |                            |            |
| Corredor | Corredor                   | Equip                      | Temps      |
| 1r | Tadej Pogačar              | UAE Team Emirates          | 4h 58' 25" |
| 2n | Wout Poels                 | Team Sky                   | + 1"       |
| 3r | Enric Mas Nicolau          | Deceuninck-Quick Step      | + 3"       |
| 4t | Sam Oomen                  | Team Sunweb                | + 5"       |
| 5è | Amaro Antunes              | CCC Team                   | + 7"       |
| 6è | David de la Cruz Melgarejo | Team Sky                   | + 21"      |
| 7è | João Rodrigues             | W52-FC Porto               | + 24"      |
| 8è | Simone Petilli             | UAE Team Emirates          | + 27"      |
| 9è | José Herrada López         | Cofidis, Solutions Crédits | + 27"      |
| 10è | Michael Valgren Andersen   | Dimension Data             | + 49"      |

| \| Classificació general \| Classificació general \| Classificació general \| Classificació general \| Classificació general \| \| Corredor \| Corredor \| Equip \| Temps \| \| \| --------------------- \| -------------------------- \| --------------------- \| --------------------- \| --------------------- \| \| 1r \| Tadej Pogačar \| UAE Team Emirates \| 9h 51' 24" \| \| \| 2n \| Wout Poels \| Team Sky \| + 1" \| \| \| 3r \| Enric Mas Nicolau \| Deceuninck-Quick Step \| + 3" \| \| \| 4t \| Sam Oomen \| Team Sunweb \| + 5" \| \| \| 5è \| David de la Cruz Melgarejo \| Team Sky \| + 21" \| \| \| 6è \| Søren Kragh Andersen \| Team Sunweb \| + 51" \| \| \| 7è \| João Rodrigues \| W52-FC Porto \| + 1' 29" \| \| \| 8è \| Amaro Antunes \| CCC Team \| + 1' 42" \| \| \| 9è \| Neilson Powless \| Team Jumbo-Visma \| + 1' 46" \| \| \| 10è \| Marc Hirschi \| Team Sunweb \| + 1' 46" \| \| |                            |                       |            |
| |                            |                       |            |
| Font: ProCyclingStats |                            |                       |            |
| Classificació general |                            |                       |            |
| Corredor | Corredor                   | Equip                 | Temps      |
| 1r | Tadej Pogačar              | UAE Team Emirates     | 9h 51' 24" |
| 2n | Wout Poels                 | Team Sky              | + 1"       |
| 3r | Enric Mas Nicolau          | Deceuninck-Quick Step | + 3"       |
| 4t | Sam Oomen                  | Team Sunweb           | + 5"       |
| 5è | David de la Cruz Melgarejo | Team Sky              | + 21"      |
| 6è | Søren Kragh Andersen       | Team Sunweb           | + 51"      |
| 7è | João Rodrigues             | W52-FC Porto          | + 1' 29"   |
| 8è | Amaro Antunes              | CCC Team              | + 1' 42"   |
| 9è | Neilson Powless            | Team Jumbo-Visma      | + 1' 46"   |
| 10è | Marc Hirschi               | Team Sunweb           | + 1' 46"   |

### Etapa 3
| \| Classificació de l'etapa \| Classificació de l'etapa \| Classificació de l'etapa \| Classificació de l'etapa \| Classificació de l'etapa \| \| Corredor \| Corredor \| Equip \| Temps \| \| \| ------------------------ \| ------------------------ \| ------------------------ \| ------------------------ \| ------------------------ \| \| 1r \| Stefan Küng \| Groupama-FDJ \| 24' 33" \| \| \| 2n \| Søren Kragh Andersen \| Team Sunweb \| + 2" \| \| \| 3r \| Yves Lampaert \| Deceuninck-Quick Step \| + 5" \| \| \| 4t \| Ryan Mullen \| Trek-Segafredo \| + 8" \| \| \| 5è \| Tadej Pogačar \| UAE Team Emirates \| + 17" \| \| \| 6è \| Arnaud Démare \| Groupama-FDJ \| + 31" \| \| \| 7è \| Mads Pedersen \| Trek-Segafredo \| + 36" \| \| \| 8è \| Tao Geoghegan Hart \| Team Sky \| + 36" \| \| \| 9è \| Nils Politt \| Katusha-Alpecin \| + 42" \| \| \| 10è \| Zdeněk Štybar \| Deceuninck-Quick Step \| + 43" \| \| |                      |                       |         |
| |                      |                       |         |
| Font: ProCyclingStats |                      |                       |         |
| Classificació de l'etapa |                      |                       |         |
| Corredor | Corredor             | Equip                 | Temps   |
| 1r | Stefan Küng          | Groupama-FDJ          | 24' 33" |
| 2n | Søren Kragh Andersen | Team Sunweb           | + 2"    |
| 3r | Yves Lampaert        | Deceuninck-Quick Step | + 5"    |
| 4t | Ryan Mullen          | Trek-Segafredo        | + 8"    |
| 5è | Tadej Pogačar        | UAE Team Emirates     | + 17"   |
| 6è | Arnaud Démare        | Groupama-FDJ          | + 31"   |
| 7è | Mads Pedersen        | Trek-Segafredo        | + 36"   |
| 8è | Tao Geoghegan Hart   | Team Sky              | + 36"   |
| 9è | Nils Politt          | Katusha-Alpecin       | + 42"   |
| 10è | Zdeněk Štybar        | Deceuninck-Quick Step | + 43"   |

| \| Classificació general \| Classificació general \| Classificació general \| Classificació general \| Classificació general \| \| Corredor \| Corredor \| Equip \| Temps \| \| \| --------------------- \| -------------------------- \| --------------------- \| --------------------- \| --------------------- \| \| 1r \| Tadej Pogačar \| UAE Team Emirates \| 10h 16' 14" \| \| \| 2n \| Enric Mas Nicolau \| Deceuninck-Quick Step \| + 31" \| \| \| 3r \| Søren Kragh Andersen \| Team Sunweb \| + 36" \| \| \| 4t \| Wout Poels \| Team Sky \| + 37" \| \| \| 5è \| David de la Cruz Melgarejo \| Team Sky \| + 57" \| \| \| 6è \| Sam Oomen \| Team Sunweb \| + 1' 08" \| \| \| 7è \| Zdeněk Štybar \| Deceuninck-Quick Step \| + 2' 12" \| \| \| 8è \| Neilson Powless \| Team Jumbo-Visma \| + 2' 13" \| \| \| 9è \| Marc Hirschi \| Team Sunweb \| + 2' 35" \| \| \| 10è \| Amaro Antunes \| CCC Team \| + 2' 43" \| \| |                            |                       |             |
| |                            |                       |             |
| Font: ProCyclingStats |                            |                       |             |
| Classificació general |                            |                       |             |
| Corredor | Corredor                   | Equip                 | Temps       |
| 1r | Tadej Pogačar              | UAE Team Emirates     | 10h 16' 14" |
| 2n | Enric Mas Nicolau          | Deceuninck-Quick Step | + 31"       |
| 3r | Søren Kragh Andersen       | Team Sunweb           | + 36"       |
| 4t | Wout Poels                 | Team Sky              | + 37"       |
| 5è | David de la Cruz Melgarejo | Team Sky              | + 57"       |
| 6è | Sam Oomen                  | Team Sunweb           | + 1' 08"    |
| 7è | Zdeněk Štybar              | Deceuninck-Quick Step | + 2' 12"    |
| 8è | Neilson Powless            | Team Jumbo-Visma      | + 2' 13"    |
| 9è | Marc Hirschi               | Team Sunweb           | + 2' 35"    |
| 10è | Amaro Antunes              | CCC Team              | + 2' 43"    |

### Etapa 4
| \| Classificació de l'etapa \| Classificació de l'etapa \| Classificació de l'etapa \| Classificació de l'etapa \| Classificació de l'etapa \| \| Corredor \| Corredor \| Equip \| Temps \| \| \| ------------------------ \| ------------------------ \| ------------------------ \| ------------------------ \| ------------------------ \| \| 1r \| Dylan Groenewegen \| Team Jumbo-Visma \| 4h 56' 07" \| \| \| 2n \| Arnaud Démare \| Groupama-FDJ \| + 0" \| \| \| 3r \| Jasper Philipsen \| UAE Team Emirates \| + 0" \| \| \| 4t \| Pascal Ackermann \| Bora-Hansgrohe \| + 0" \| \| \| 5è \| Simone Consonni \| UAE Team Emirates \| + 0" \| \| \| 6è \| Jasper De Buyst \| Lotto-Soudal \| + 0" \| \| \| 7è \| Timothy Dupont \| Wanty-Gobert \| + 0" \| \| \| 8è \| Jens Debusschere \| Katusha-Alpecin \| + 0" \| \| \| 9è \| Mike Teunissen \| Team Jumbo-Visma \| + 0" \| \| \| 10è \| Jon Aberasturi Izaga \| Caja Rural-Seguros RGA \| + 0" \| \| |                      |                        |            |
| |                      |                        |            |
| Font: ProCyclingStats |                      |                        |            |
| Classificació de l'etapa |                      |                        |            |
| Corredor | Corredor             | Equip                  | Temps      |
| 1r | Dylan Groenewegen    | Team Jumbo-Visma       | 4h 56' 07" |
| 2n | Arnaud Démare        | Groupama-FDJ           | + 0"       |
| 3r | Jasper Philipsen     | UAE Team Emirates      | + 0"       |
| 4t | Pascal Ackermann     | Bora-Hansgrohe         | + 0"       |
| 5è | Simone Consonni      | UAE Team Emirates      | + 0"       |
| 6è | Jasper De Buyst      | Lotto-Soudal           | + 0"       |
| 7è | Timothy Dupont       | Wanty-Gobert           | + 0"       |
| 8è | Jens Debusschere     | Katusha-Alpecin        | + 0"       |
| 9è | Mike Teunissen       | Team Jumbo-Visma       | + 0"       |
| 10è | Jon Aberasturi Izaga | Caja Rural-Seguros RGA | + 0"       |

| \| Classificació general \| Classificació general \| Classificació general \| Classificació general \| Classificació general \| \| Corredor \| Corredor \| Equip \| Temps \| \| \| --------------------- \| -------------------------- \| --------------------- \| --------------------- \| --------------------- \| \| 1r \| Tadej Pogačar \| UAE Team Emirates \| 15h 12' 28" \| \| \| 2n \| Søren Kragh Andersen \| Team Sunweb \| + 29" \| \| \| 3r \| Wout Poels \| Team Sky \| + 30" \| \| \| 4t \| Enric Mas Nicolau \| Deceuninck-Quick Step \| + 31" \| \| \| 5è \| David de la Cruz Melgarejo \| Team Sky \| + 57" \| \| \| 6è \| Sam Oomen \| Team Sunweb \| + 1' 28" \| \| \| 7è \| Zdeněk Štybar \| Deceuninck-Quick Step \| + 2' 12" \| \| \| 8è \| Neilson Powless \| Team Jumbo-Visma \| + 2' 13" \| \| \| 9è \| Marc Hirschi \| Team Sunweb \| + 2' 35" \| \| \| 10è \| Amaro Antunes \| CCC Team \| + 2' 36" \| \| |                            |                       |             |
| |                            |                       |             |
| Font: ProCyclingStats |                            |                       |             |
| Classificació general |                            |                       |             |
| Corredor | Corredor                   | Equip                 | Temps       |
| 1r | Tadej Pogačar              | UAE Team Emirates     | 15h 12' 28" |
| 2n | Søren Kragh Andersen       | Team Sunweb           | + 29"       |
| 3r | Wout Poels                 | Team Sky              | + 30"       |
| 4t | Enric Mas Nicolau          | Deceuninck-Quick Step | + 31"       |
| 5è | David de la Cruz Melgarejo | Team Sky              | + 57"       |
| 6è | Sam Oomen                  | Team Sunweb           | + 1' 28"    |
| 7è | Zdeněk Štybar              | Deceuninck-Quick Step | + 2' 12"    |
| 8è | Neilson Powless            | Team Jumbo-Visma      | + 2' 13"    |
| 9è | Marc Hirschi               | Team Sunweb           | + 2' 35"    |
| 10è | Amaro Antunes              | CCC Team              | + 2' 36"    |

### Etapa 5
| \| Classificació de l'etapa \| Classificació de l'etapa \| Classificació de l'etapa \| Classificació de l'etapa \| Classificació de l'etapa \| \| Corredor \| Corredor \| Equip \| Temps \| \| \| ------------------------ \| ------------------------ \| ------------------------ \| ------------------------ \| ------------------------ \| \| 1r \| Zdeněk Štybar \| Deceuninck-Quick Step \| 4h 13' 48" \| \| \| 2n \| Søren Kragh Andersen \| Team Sunweb \| + 3" \| \| \| 3r \| Wout Poels \| Team Sky \| + 9" \| \| \| 4t \| Enric Mas Nicolau \| Deceuninck-Quick Step \| + 12" \| \| \| 5è \| Steven Cummings \| Dimension Data \| + 17" \| \| \| 6è \| Tadej Pogačar \| UAE Team Emirates \| + 18" \| \| \| 7è \| João Rodrigues \| W52-FC Porto \| + 24" \| \| \| 8è \| Sam Oomen \| Team Sunweb \| + 30" \| \| \| 9è \| Tao Geoghegan Hart \| Team Sky \| + 31" \| \| \| 10è \| Amaro Antunes \| CCC Team \| + 34" \| \| |                      |                       |            |
| |                      |                       |            |
| Font: ProCyclingStats |                      |                       |            |
| Classificació de l'etapa |                      |                       |            |
| Corredor | Corredor             | Equip                 | Temps      |
| 1r | Zdeněk Štybar        | Deceuninck-Quick Step | 4h 13' 48" |
| 2n | Søren Kragh Andersen | Team Sunweb           | + 3"       |
| 3r | Wout Poels           | Team Sky              | + 9"       |
| 4t | Enric Mas Nicolau    | Deceuninck-Quick Step | + 12"      |
| 5è | Steven Cummings      | Dimension Data        | + 17"      |
| 6è | Tadej Pogačar        | UAE Team Emirates     | + 18"      |
| 7è | João Rodrigues       | W52-FC Porto          | + 24"      |
| 8è | Sam Oomen            | Team Sunweb           | + 30"      |
| 9è | Tao Geoghegan Hart   | Team Sky              | + 31"      |
| 10è | Amaro Antunes        | CCC Team              | + 34"      |

## Classificació final
| \| Classificació general \| Classificació general \| Classificació general \| Classificació general \| Classificació general \| \| Corredor \| Corredor \| Equip \| Temps \| \| \| --------------------- \| --------------------- \| --------------------- \| --------------------- \| --------------------- \| \| 1r \| Tadej Pogačar \| UAE Team Emirates \| 19h 26' 34" \| \| \| 2n \| Søren Kragh Andersen \| Team Sunweb \| + 14" \| \| \| 3r \| Wout Poels \| Team Sky \| + 21" \| \| \| 4t \| Enric Mas Nicolau \| Deceuninck-Quick Step \| + 25" \| \| \| 5è \| Sam Oomen \| Team Sunweb \| + 1' 40" \| \| \| 6è \| Zdeněk Štybar \| Deceuninck-Quick Step \| + 1' 54" \| \| \| 7è \| Neilson Powless \| Team Jumbo-Visma \| + 2' 50" \| \| \| 8è \| Amaro Antunes \| CCC Team \| + 2' 52" \| \| \| 9è \| João Rodrigues \| W52-FC Porto \| + 3' 27" \| \| \| 10è \| Simon Špilak \| Katusha-Alpecin \| + 3' 47" \| \| |                      |                       |             |
| |                      |                       |             |
| Font: ProCyclingStats |                      |                       |             |
| Classificació general |                      |                       |             |
| Corredor | Corredor             | Equip                 | Temps       |
| 1r | Tadej Pogačar        | UAE Team Emirates     | 19h 26' 34" |
| 2n | Søren Kragh Andersen | Team Sunweb           | + 14"       |
| 3r | Wout Poels           | Team Sky              | + 21"       |
| 4t | Enric Mas Nicolau    | Deceuninck-Quick Step | + 25"       |
| 5è | Sam Oomen            | Team Sunweb           | + 1' 40"    |
| 6è | Zdeněk Štybar        | Deceuninck-Quick Step | + 1' 54"    |
| 7è | Neilson Powless      | Team Jumbo-Visma      | + 2' 50"    |
| 8è | Amaro Antunes        | CCC Team              | + 2' 52"    |
| 9è | João Rodrigues       | W52-FC Porto          | + 3' 27"    |
| 10è | Simon Špilak         | Katusha-Alpecin       | + 3' 47"    |

## Evolució de les classificacions
| Etapa | Vencedor          | Classificació general | Classificació de la muntanya | Classificació per punts | Classificació dels joves | Classificació per equips |
| ----- | ----------------- | --------------------- | ---------------------------- | ----------------------- | ------------------------ | ------------------------ |
| 1     | Fabio Jakobsen    | Fabio Jakobsen        | David Ribeiro                | Fabio Jakobsen          | Fabio Jakobsen           | Lotto-Soudal             |
| 2     | Tadej Pogačar     | Tadej Pogačar         | Tadej Pogačar                | Fabio Jakobsen          | Tadej Pogačar            | UAE Team Emirates        |
| 3     | Stefan Küng       | Tadej Pogačar         | Tadej Pogačar                | Fabio Jakobsen          | Tadej Pogačar            | Sunweb                   |
| 4     | Dylan Groenewegen | Tadej Pogačar         | Tadej Pogačar                | Arnaud Démare           | Tadej Pogačar            | Sunweb                   |
| 5     | Zdeněk Štybar     | Tadej Pogačar         | Tim Declercq                 | Pascal Ackermann        | Tadej Pogačar            | Sky                      |
| Final | Final             | Tadej Pogačar         | Tim Declercq                 | Pascal Ackermann        | Tadej Pogačar            | Sky                      |